# Ниеми, Раймо О.
Раймо О. Ниеми (фин. Raimo O. Niemi; род. 20 декабря 1948, Лахти, Финляндия) — финский кинорежиссёр и сценарист детских и юношеских фильмов.

## Биография
Родился 20 декабря 1948 года в Лахти.
В 1976 году окончил Всесоюзный государственный институт кинематографии (ВГИК).
Был удостоен премии «Юсси» за фильмы «Смерть кошки» (1994) и «Томас» (1995), а также Государственной художественной премии в 2013 году.

## Фильмография
- Конец истории (дипломная работа, ВГИК) — 1973
- Возвращение (дипломная работа, ВГИК; сценарий А. Антохина, музыка Л. Сумеры) — 1976
- Илья Репин (документальный фильм) — 1979
- Собака Рой — 1987
- Смерть кошки — 1994
- Томас — 1995
- Томми и Кыся — 1998
- Тайна волка — 2006
- Принц мусора — 2011